# The Life & Times of Tim
The Life & Times of Tim (Las desventuras de Tim  en España y La pintoresca vida de Tim en Latinoamérica) es una comedia de dibujos animados de la cadena de televisión HBO, estrenada el 28 de septiembre de 2008. La serie fue creada por Steve Dildarian, y cuenta las vivencias de un treintañero llamado Tim que vive en Nueva York con su novia Amy. A lo largo de la serie, Tim constantemente se encuentra en situaciones cada vez más incómodas, tanto en su trabajo como en su vida personal. La primera temporada fue emitida durante 2008 y se emitió desde entonces en muchos países. La segunda temporada debutó el 19 de febrero de 2010 en HBO. El 4 de junio de 2010, HBO anunció que había cancelado la serie, aunque luego hubo rumores de que podía haber sido seleccionada por otra cadena (quizá Comedy Central, que inicialmente rechazó la serie antes de que HBO la seleccionara).

## Personajes

### Personajes principales
- Tim: Protagonista de la serie, al cual le ocurren en cada episodio mucho tipo de desastres, los cuales intenta evitar, y otros intenta mejorarlos, pero de cualquier manera, siempre empeora la situación.
- Amy: Novia de Tim, con la que comparte piso. Muchas veces, los desastres de Tim acaban afectando a su relación.
- Stu: Mejor amigo de Tim y compañero de trabajo. Muchas veces, él le convence para que haga cosas que son el primer paso para crear un desastre, y otras, tiene que involucrarse con él.
- Rodney: Otro de los amigos de Tim y compañero de trabajo. Al contrario de Stu, que a veces le mete a Tim en problemas, Rodney siempre lo hace.
- El Jefe: Jefe de Tim en la empresa en la que trabaja. Cada vez que le pide a Tim que le haga algún favor, eso acaba metiéndole a Tim en algún problema.
- Debbie: Prostituta del barrio de Tim. Le suele ayudar con sus problemas, aunque a veces acaba causándole más.

### Personajes secundarios
- Los padres de Amy: El padre y la madre de Amy. Tim siempre intenta caerles bien, aunque lo que siempre consigue es caerles peor.
- Marie: La encargada de recursos humanos de la empresa en la que trabaja Tim. Tim y sus compañeros la detestan.
- Helen: Una compañera de trabajo de Tim. Es regordeta y bajita, y muy buena persona.
- El vendedor chino: Un vendedor chino, propietario de la tienda a la que Tim suele ir a comprar.
- El Cura: Cura de la iglesia del barrio de Tim. Al igual que otros personajes, varias veces ha causado crearle problemas a Tim.

## Reparto
| Personaje | Actor original (Estados Unidos) | Actor de doblaje (Hispanoamérica) | Actor de doblaje (España) |
| --------- | ------------------------------- | --------------------------------- | ------------------------- |
| Tim       | Steve Dildarian                 | Carlos Hernández                  | Jordí Estupiña            |
| Amy       | Mary Jane Otto                  | Alma Juárez                       | Violeta Arroyo            |
| Rodney    | Matt Johnson                    | Alfonso Obregón                   | Jesús "Rolo" Rodríguez    |
| Stu       | Nick Kroll                      | Héctor Emmanuel Gómez             | Artur Palomo              |
| El Jefe   | Peter Giles                     | Humberto Vélez                    | Miguel Züñiga             |
| Debbie    | Bob Morrow                      | Rebeca Gómez                      | Ana Ángeles García        |

## Episodios
Cada episodio dura 30 minutos, y en cada uno hay dos segmentos, habiendo 15 minutos por segmento.

### Temporada 1: 2008
| # | Total | Título                                                       | Estreno en EE. UU.       | Estreno en España        |
| --- | ----- | ------------------------------------------------------------ | ------------------------ | ------------------------ |
| 1 | 1     | «Puta no pagada, cabreada/La despedida de soltero de Rodney» | 28 de septiembre de 2008 | 20 de julio de 2010      |
| Puta no pagada, cabreada: Amy llega con sus padres a casa para que conozcan a Tim, el cual está en esos momentos con Debbie, una prostituta del barrio, la cual no quiere marcharse hasta que le paguen. La despedida de soltero de Rodney: Rodney celebra su despedida de soltero, a la que solamente asisten él, Tim y Stu. Y como no tienen mucha marcha en la fiesta, deciden inventarse una historia para contar a los demás.                                                                                     |       |                                                              |                          |                          |
| 2 | 2     | «Latino Tim/Cura borracho»                                   | 5 de octubre de 2008     | 27 de julio de 2010      |
| Latino Tim: El Jefe le pide a Tim que se haga pasar por un trabajador latino, y que deberá aparecer por la tele. Y como no quiere meter en eso a Amy, pide a Debbie que se haga pasar por su mujer. Cura borracho: Es la boda de la hermana de Amy, y Tim no consigue caer bien a los padres de Amy. Así que le pide al Cura que hable bien de él, aunque éste acaba emborrachándose. |       |                                                              |                          |                          |
| 3 | 3     | «Baile de graduación/Tim pelea con un anciano»               | 12 de octubre de 2008    | 3 de agosto de 2010      |
| Baile de graduación: Tim le pide al Jefe un aumento, y él acepta a dárselo a cambio de que lleve a su hija a su baile de graduación como acompañante. Tim pelea con un anciano: Tim le ofrece su asiento en el autobús a un anciano, el cual se enfada con él porque le ha visto débil, y acaba retándole a pelear. |       |                                                              |                          |                          |
| 4 | 4     | «Perro loco Tim/Confesión nocturna del Lunes»                | 19 de octubre de 2008    | 10 de agosto de 2010     |
| Perro loco Tim: El Jefe ha traído a su perro al trabajo, y como está prohibido, le pide a Tim que lo esconda, y también, que asuma la culpa de todo lo que haga el perro. Confesión nocturna del Lunes: El Cura invita a Tim y Stu a que vayan a su casa para hablar de sus pecados y que les perdone por ellos. |       |                                                              |                          |                          |
| 5 | 5     | «Tim, Stu y Marie/Miss Febrero»                              | 26 de octubre de 2008    | 17 de agosto de 2010     |
| Tim, Stu y Marie Stu quiere salir con Marie, y como al principio no se atreve, Tim se lo pide por él, y ella acaba pensando que quieren hacer un trío. Miss Febrero: A Tim le cuentan que en internet cuelgan cada mes fotos de chicas desnudas para saber cual es más atractiva, así que hace una foto a Amy desnuda para que la elijan. |       |                                                              |                          |                          |
| 6 | 6     | «La hija peluda de Bashko/Tim no canta»                      | 2 de noviembre de 2008   | 24 de agosto de 2010     |
| La hija peluda de Bashko: La hija de Boshko, el conserje del apartamento, no sabe que hacer en la vida. Boshko quiere que sea conserje como él, pero ella quiere trabajar en una empresa como Tim, por lo que Tim la lleva a ver como trabaja. Tim no canta: Stu convence a Tim para colarse en una fiesta de cumpleaños, y Tim no canta muy bien el “cumpleaños feliz”, aunque el jefe le convence para que cante en el coro de la iglesia.                                                                           |       |                                                              |                          |                          |
| 7 | 7     | «Las tías más buenorras del planeta/Chúpate esta, Philly»    | 9 de noviembre de 2008   | 31 de agosto de 2010     |
| Las tías más buenorras del planeta: Rodney habla con Tim y Stu para gastar una broma al nuevo empleado, y piensan en poner fotos de chicas desnudas en su puesto. Chúpate esta, Philly: Tim va con el padre de Amy a un partido para caerle mejor, sin embargo, Tim es del equipo contrario que el padre de Amy. |       |                                                              |                          |                          |
| 8 | 8     | «Resultado inmejorable/Tim vs. el bebé»                      | 16 de noviembre de 2008  | 7 de septiembre de 2010  |
| Resultado inmejorable: Frank, un compañero de Tim, ha logrado dejar de beber gracias a que ha estado jugando con una máquina de videojuegos del bar, pero cuando Tim mejora su puntuación, vuelve a beber. Así que lo lleva a alcohólicos anónimos. Tim vs. el bebé: Tim está en un restaurante con Amy, y cuando se marcha al lavabo, Tim ve a una mujer dar el pecho a su bebé. Tim le pide que se tape, y la mujer piensa que no le gustan los bebés, y Amy también, así que Tim intenta demostrarle que no es así. |       |                                                              |                          |                          |
| 9 | 9     | «Mugger/Cin City»                                            | 23 de noviembre de 2008  | 14 de septiembre de 2010 |
| Mugger: Cin City: |       |                                                              |                          |                          |